# Lauren Carpenter
Lauren Carpenter es un personaje ficticio de la serie de televisión australiana Neighbours, interpretada por la actriz australiana Kate Kendall desde el 7 de febrero de 2013 hasta el 7 de abril del 2017. Lauren regresó como invitada en junio del 2017 y el 1 de marzo del 2018. Anteriormente Lauren había sido interpretada por Sarah Vandenbergh del 18 de febrero de 1993 hasta el 2 de marzo de 1994.

## Biografía
Lauren llega por primera vez a Erinsborough montando a su caballo Chucka Mental lo que deja sorprendido a su padre Lou Carpenter, mientras cabalgada en la playa Lauren llama la atención de Brad Willis, poco después descubre que Brad estaba comprometido con Beth Brennan, quien se está quedando con ella y su padre. Incapaces de negar su atracción Lauren y Brad tienen relaciones en la playa, Lauren comienza a sentirse culpable por lo sucedido pero continua su aventura con Brad. Cuando Cameron Hudson, el primo de Brad invita a Lauren a una cita esta acepta para que la gente no sospeche de su aventura con Brad, cuando Cameron descubre la verdad se va de Erinsborough molesto. El día de la boda de Brad y Beth esta descubre que Brad la estuvo engañando con Lauren, su mejor amiga y dama de honor por lo que destrozada decide cancelar la boda.
Poco después Lauren y Brad salen brevemente cuando ambos creen que Lauren está embarazada, Lou al ver la prueba de embarazo se desilusiona de su hija por todo lo sucedido, sin embargo poco después que Lauren se hace una prueba descubre que no está embarazada. Brad comienza a sufrir de una adicción al juego y decide irse de Erinsborough para trabajar en un crucero y para distraerse de todos los problemas. En su ausencia Lauren comienza a salir con el jugador de jinete irlandés Connor Cleary, sin embargo la relación termina cuando Lauren decide no mudarse con Connor a Hong Kong.
Cuando Brad regresa Lauren y él continúan su relación, cuando Lauren va a darle la bienvenida a su casa lo encuentra en una situación comprometedora cuando lo ve abrochándole el vestido a su exnovia Lucy Robinson, aunque Brad le dice que no pasó nada y que solo la estaba ayudando Lauren no le cree y termina con él. Sin embargo Lauren queda destrozada cuando se entera de que Brad y Beth regresan.
Poco después Lauren sufre una lesión en su espalda mientras se encontraba cabalgando, luego en octubre de 1993 Lauren se hace amiga de Jacob Collins y Ruth Avery, un par de fanáticos y miembros de la secta religiosa "Children of Barabbas", poco después Lauren se unió a ellos, lo que hizo que sus amigos y familiares se preocuparan mucho por ella, sin embargo Lauren comenzó a comportarse erráticamente y a ser influida por los de la secta lo que ocasionó que sus amigos se pusieran en su contra y se alejaran de ella. Cuando Lauren se va con la secta el líder de esta Barabbas, quiere tener sexo con ella sin embargo Lauren logra escaparse, inmediatamente se da cuenta de sus intenciones y le pidió a su padre Lou que la rescatara.
Poco después de que Brad y Beth se casan y se mudan, Lauren comienza a salir con Wayne Duncan pero la relación no dura, más tarde cuando la novia de su padre Cheryl Stark se muda a la casa con sus hijos Brett y Danni, Lauren comienza a sentirse fuera de lugar y se siente aliviada cuando su jefe le ofrece un trabajo en Queensland el cual acepta. 
Más tarde Lauren se casa con Matt Turner y le dan la bienvenida a su primer hijo, Mason Turner. En el 2010 Lauren sufre un accidente mientras cabalgaba por lo que Lou va a visitarla.
En el 2013 Lauren regresa a Erinsborough con su esposo Matt Turner y sus hijos Mason, Amber y Bailey Turner; Lou los invita a quedarse con él hasta que encuentren un hogar, más tarde ese mismo día cuando Lauren se encuentra con Sheila Canning esta le cuenta que Lou había malversado el dinero del negocio de su nieto Kyle y que había trabajado como acompañante lo que deja a Lauren asombrada, cuando Lauren confronta a su padre este le revela la verdad que no tiene dinero ni empleo pero Lauren le dice que no importa y que siempre lo apoyará.
El 7 de abril del 2017 Brad y Lauren decidieron mudarse a Gold Coast para ayudar a Amber a cuidar a Matilda, después de que ella se enfermara.